# Crella compressa
Crella compressa är en svampdjursart som först beskrevs av Carter 1886.  Crella compressa ingår i släktet Crella och familjen Crellidae. Inga underarter finns listade i Catalogue of Life.